# Victoria Police

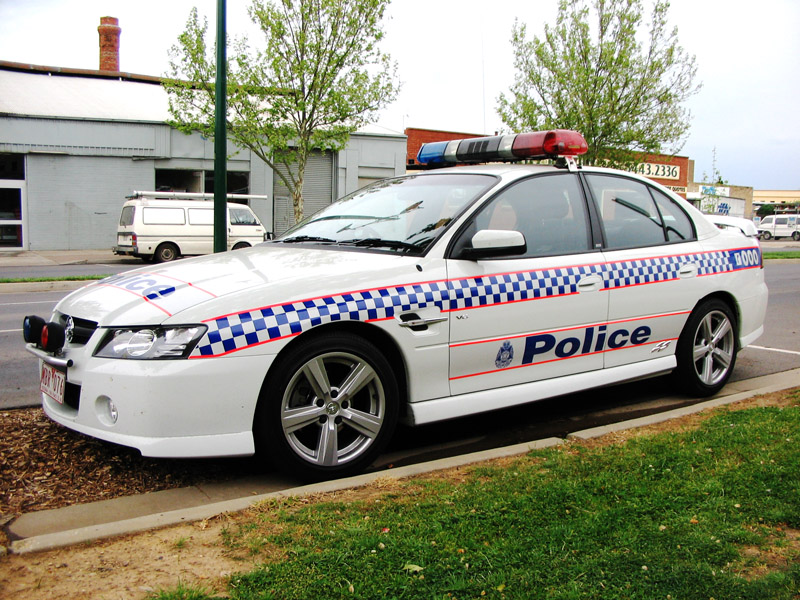
Auto della polizia di Victoria

La Victoria Police (Polizia di Victoria in italiano) è la prima forza di polizia dello Stato australiano di Victoria con oltre 13.600 persone nel personale. È nata l'8 gennaio del 1853.